# Tovon állomás
Tovon (Dowon) állomás a szöuli metró 1-es vonalának állomása Incshon (Incheon) város Tong-ku (Dong-gu) kerületében. 1899-ben Ugaktong (Ugakdong) állomás (우각동역) néven épült, de 1906-ban bezárták. 1994-ben nyitották meg újra.

## Viszonylatok
| 1-es vonal                                   | 1-es vonal                                                                         | 1-es vonal                                       |
| -------------------------------------------- | ---------------------------------------------------------------------------------- | ------------------------------------------------ |
| Csemulpho (Jemulpo) Szojoszan (Soyosan) felé | Kjongin (Gyeongin) szakasz személyvonat Kjongvon (Gyeongwon) szakasz expresszvonat | Tongincshon (Dongincheon) Incshon (Incheon) felé |